# Брейк (снукер)
Бре́йк (англ. snooker break), або «серія» — загальна кількість очок, зароблених гравцем в снукер у результаті почергового забивання куль без порушення правил, за один підхід до столу протягом одного фрейма (партії). Таким чином, мінімальне значення брейка може бути 1 очко, а максимальне, теоретично, у гранично рідкісних випадках, 155 очок.

## Методика
Здійснення вдалого брейка — теоретична основа побудови партії в снукері. У більшості випадків гравець намагається зробити якомога більший брейк, щоб завершити партію «в один підхід». Це і є найскладнішим, оскільки гравець повинен подумки уявити, як будуть розташовані кулі на столі після чергового удару, і вивести биток на зручну позицію для наступного удару. Якщо після зіграної кулі гравець не забиває чергову, то брейк закінчено.

## Сенчурі-брейк
У випадку, якщо гравець робить серію, рівну 100 і більше очками, такий брейк називається сенчурі-брейком (англ. century break або "сотенна серія "). Виконання сотенної серії є показником високого професійного рівня гри. Абсолютним рекордсменом за кількістю сотенних серій є семиразовий чемпіон світу Стівен Хендрі, на його рахунку понад 760 сенчурі. Для гравців особливо почесно потрапити в так званий список «100 +» — список снукеристів, які зробили 100 і більше сенчурі за свою кар'єру.

## Максимальний брейк
У більшості випадків, коли гравець робить серію в 147 очок, такий брейк називають «максимальним». Максимальний брейк — найвищий показник професійного рівня гри, і є особливо почесним досягненням серед гравців. Само по собі виконання максимального брейка є значущою подією на турнірі і / або в сезоні.

## Максимальний брейк з вільною кулею
Якщо биток після фолу гравця опиняється в позиції снукеру при наявних усіх 15 червоних, суперник може на вибір замовити будь-яку кольорову кулю (вільна куля), яка забивається як червоний (за ціною червоного — 1 очко), тобто гравець отримує «додаткові» (16-ту) червону і кольорову кулі. Забивши вільну кулю з наступною кольоровою і далі, забиваючи всі інші кулі в такому порядку: червоні кулі чергуються з чорними, потім всі шість кольорових, — гравець може заробити понад 147 очок. У разі, якщо за вільною кулею забито чорну, і потім гравець заб'є всі інші кулі, загальний рахунок серії досягне 155. Такий максимально можливий брейк в снукері, який можна заробити, скориставшись фолом суперника.

## Брейк з кількістю очок більше 147
Офіційно зареєстровано, щонайменше, три брейки з кількістю очок більше 147. Брейком, занесеним до книги рекордів Гіннеса є серія Тоні Драго у 149 очок, яку він виконав у Західному Норвуді, Велика Британія, у 1998 році. У тому матчі Драго у позиції снукеру вибрав коричневу кулю в як вільну і заробив додаткове очко. Потім він знову забив коричневу, отримавши ще 4 очки, 13 червоних з 13-ма чорними, червону з рожевою, червону з синьою і далі всі кольорові кулі. Брейк Драго, тим не менш, був зафіксований на неофіційному турнірі і не входить в число брейків, зроблених професіоналами. У жовтні 2004, під час кваліфікації до чемпіонату Великої Юританії, Джеймі Бернетт заробив 148 очок у грі проти Лео Фернандеса, ставши першим гравцем, що зробив брейк більше 147 очок у професійному матчі.
У 1976, у фіналі клубного змагання в Хаунслоу Веллі Вест виконав брейк в 151 очко, а 2005, в одному з тренувальних фреймів був зареєстрований брейк у 155 очок, автором якого став Джеймі Коуп.

## Рекорди
- Найшвидший сенчурі-брейк — 3 хвилини, 30 секунд (Тоні Драго,чемпіонат Великої Британії 1996)
- Максимальна кількість сенчурі в матчі до 5 перемог — 5[3] (Ронні О'Салліван,Трофей Північної Ірландії 2007)
- Максимальна кількість сенчурі в матчі до 10 перемог — 7 (Стівен Хендрі фінальний матч чемпіонату Великої Британії 1994 проти Кена Догерті).
- Максимальна кількість сенчурі в одному турнірі — 16 (Стівен Хендрі, чемпіонат світу 2002)
- Максимальна кількість сенчурі в одному сезоні — 55 (Марк Селбі, сезон 2011/12)